# Philadelphia (Nueva York)
Philadelphia es un pueblo ubicado en el condado de Jefferson en el estado estadounidense de Nueva York. En el año 2000 tenía una población de 2.140 habitantes y una densidad poblacional de 22.0 personas por km².

## Geografía
Philadelphia se encuentra ubicado en las coordenadas 44°9′16.42″N 75°42′33.39″O / 44.1545611, -75.7092750.

## Demografía
Según la Oficina del Censo en 2000 los ingresos medios por hogar en la localidad eran de $31,250, y los ingresos medios por familia eran $35,909. Los hombres tenían unos ingresos medios de $29,605 frente a los $21,121 para las mujeres. La renta per cápita para la localidad era de $13,555. Alrededor del 13.8% de la población estaban por debajo del umbral de pobreza.